# بوبي فيرنون
بوبي فيرنون (بالإنجليزية: Bobby Vernon)‏ هو كاتب سيناريو وممثل أمريكي، ولد في 9 مارس 1897 بشيكاغو في الولايات المتحدة، وتوفي في 28 يونيو 1939 بهوليوود في الولايات المتحدة بسبب نوبة قلبية.

## وصلات خارجية
- بوبي فيرنون على موقع IMDb (الإنجليزية)
- بوبي فيرنون على موقع قاعدة بيانات برودواي على الإنترنت (الإنجليزية)
- بوبي فيرنون على موقع قاعدة بيانات برودواي على الإنترنت (الإنجليزية)
- بوبي فيرنون على موقع قاعدة بيانات الفيلم (الإنجليزية)